# エル・バウル
エル・バウル(El Baul)はグアテマラ南部高地、太平洋岸斜面、エスクイントラ地方の南部にある先古典期後期から古典期にかけての遺跡。長期暦で、7.19.15.7.12?.12（紀元37年）の日付のある1号石碑と古典期中～後期（A.D.400頃～900頃）のコツマルワパ（cotzumalhuapa）様式の7号、27号、30号、50号石碑などで知られる。7号には、「2の猿」「6の猿」といったメキシコ風の日付けが刻まれている。1942年に、エリック・トンプソン(Thampson,J.Eric.S.)によって発掘調査が行われ、1948年にカーネギー研究所より報告書が刊行され、当初、古典期後期に位置づけられた。